# Ганнибал, Яков Исаакович
Яко́в Исаако́вич Ганниба́л (1776 или 1777 — 30 мая 1819 г.) — российский военный и государственный деятель, лейтенант флота, коллежский асессор, двоюродный дядя А. С. Пушкина, внук арапа Петра Великого — Абрама Петровича Ганнибала.

## Биография
В 1793 году закончил Морской кадетский корпус, затем служил в Кронштадте и вышел в отставку с 5 октября 1798 года.
В 1796 году тайно женился на сестре Прасковьи Александровны Осиповой-Вульф Елизавете Александровне Вындомской (1778? — 1798 или 1803), представительнице знатного рода Вындомских. После заключения брака молодые уехали в имение матери невесты, урожденной Марии Аристарховны Кашкиной — деревню  Круги Егорьевского уезда, Рязанской губернии. От этого брака было двое детей: Александр (род. 1797) и Евгения.
В 1803 г. Егорьевск стал городом, и Яков Исаакович был назначен его первым городничим. После смерти в 1813 году А. М. Вындомского Прасковья Александровна выделила часть земель Тригорского у озера Батово своим племянникам Ганнибалам, ставшими собственниками имения Батово-Елизаветино. Яков Исаакович становится опекуном своих малолетних детей. Центром имения он назначил село Батово.
В 1814—1816 годах рядом с Батовским озером был построен господский дом под названием Елизаветино, в честь рано умершей жены. Елизаветино находилось недалеко от Тригорского, там, возможно, бывал Пушкин. В 1816 году за Яковом в деревнях числилось 502 крепостных  мужского пола и 498 женского. Впоследствии имение было поделено между его детьми Александром Яковлевичем Ганнибалом (1797—1834) и его сестрой Евгенией (умерла в 1826), которая вышла замуж в 1822 году за опочецкого помещика, участника Отечественной войны 1812 г., Александра Адамовича Глаубича. После смерти жены А. А. Глаубич жил с сыном Валерианом в Елизаветино. А. Я. Ганнибал жил в имении жены, Александры Егоровны Юрепевой (1801—1869).
Яков Исаакович умер 43-х лет от роду 30 мая 1819 г. от «естественных причин» в Дерпте, куда переехал, оставив имение своему зятю и дочери. В 1820 году тело было по высочайшему повелению перевезено для погребения в Воскресенской церкви Воронича, к приходу которой относилось Елизаветинское. Не известно, были ли он похоронен вместе с женой (которая скончалась, видимо, в деревне Круги Егорьевского уезда).

## Дети
От брака с Елизаветой Александровной Вындомской:
- Александр (1797—1834)
- Евгения (1798/1802 — 1826), в замужестве Глаубич. Муж — опочецкий помещик Александр Адамович Глаубич (род. 1791). Умерла рано, оставила сына Валериана (1823—1865).

От связи с крепостными крестьянками:
- Любовь, в замужестве Неелова. Муж — мичман Николай Павлович Неелов (род. 1797)
- Надежда, в замужестве Пешкова. Муж — Емельян Алексеевич Пешков (род. 1786), из солдатских детей. Участник Бородинского сражения, сражения под Малоярославцем, взятия Парижа; начал службу рядовым в 1807 году и дослужился до капитана (1828)[3].